# Rina Bilurdagu
Rina Bilurdagu, född 1993 i Prizren, är en albansk sångerska. Bilurdagu vann den första upplagan av The Voice of Albania då hon segrade över Marsela Çibukaj i finalen av tävlingen.
I augusti 2011 sökte Bilurdagu till tävlingen genom att delta i auditionturnén. Hon valdes av juryn som en av deltagarna att gå vidare i nästa fas av tävlingen och hon valde Alma Bektashi till sin coach. Från semifinalen gick hon vidare till finalen efter att ha fått 114 poäng. I finalen framförde hon låten "Georgia on My Mind" och i kampen om segern stod det slutligen mellan Bilurdagu och Marsela Çibukaj. Slutligen utsågs Bilurdagu till tävlingens segrare.